# カミカゼ☆エクスプローラー!
『カミカゼ☆エクスプローラー!』(KAMIKAZE☆EXPLORER!)は、2011年5月27日にクロシェットから発売されたアダルトゲームであり、クロシェットのブランド第4作にあたる。
特殊能力「メティス」を持つ若者たちの姿を描く学園ストーリーである。
2011年8月26日には通常版が発売された。

## ストーリー
（出典：）
地球環境の変化により海面が上昇し、人類の生活圏が狭められた近未来においては、若者を中心に「メティス」と呼ばれる超能力に目覚める者が現れていた。速瀬慶司はエージェント・汀薫子にメティスの才能を見出され、彼女の推薦で、能力者を集めて育成している澄之江学園へ途中編入する。その後メティス能力が発現した慶司は、学園都市調査研究会・通称「アルゴノート」へ入部し、同様にメティスを使うヒロインたちと絆を深めていく。

## 登場人物
（出典：）

### メインキャラクター
速瀬 慶司（はやせ けいじ）
メティス：ジョーカー
本作品の主人公。澄之江学園2年A組。父・壮一、母・由梨乃、妹・まなみとの4人家族。洞察力・分析力が高く、そこからの推察や発想にも優れるが、異性から寄せられる好意については鈍感。好奇心が非常に強く、熱しづらいが冷めづらい。
上ヶ瀬市でごく普通の暮らしを送っていたが、汀薫子にメティスの資質を見出され、メティスへの興味もあって、澄之江学園へ途中編入した。編入後まもなく自分のメティス「ジョーカー」の能力に目覚める。美汐に請われてアルゴノートへ入部し、その性格と能力から仲間達の中心的な役割を担う。
姫川 風花（ひめかわ ふうか）
声：鮎川ひなた
身長：160cm BWH：92/58/89 誕生日：9月28日（天秤座） 血液型：O型
メティス：アイギス
学園2年A組。慶司と同級のクラス委員で、席も慶司と隣同士。両親は幼い頃に事故で他界しており、薫子に薦められて澄之江学園に入学するまでは孤児院にいた。明るく親しみやすい性格で、基本的にはしっかり者だが天然でドジっ子気質でもある。日頃から努力を怠らない頑張り屋で、成績も学年で20位以内。メティスの特訓にも熱心で、MWI値の測定で学園史上最高値を更新中。慶司に続いてアルゴノートに後追いで入部した。
祐天寺 美汐（ゆうてんじ みしお）
声：青山ゆかり
T159 89/58/87 7月25日（獅子座）生まれ A型
メティス：プロミネンス
学園1年B組。学園の設立に携わった祐天寺財閥の総帥・祐天寺潮の孫娘。表向きは傲慢で気位の高い振る舞いをしているが、それは近濠奈緒の指示によるキャラ作りで、本当は気弱で思いやりが強い。物語当初に学園都市調査研究会・通称「アルゴノート」を結成。メティス能力が高く、MWI値も1年生の学園記録を更新している。
速瀬 まなみ（はやせ まなみ）
声：ヒマリ
T154 87/56/88 12月1日（射手座）生まれ B型
メティス：ペネトレイター
学園1年B組。慶司より1歳下の妹。琴羽からは「まな」の愛称でも呼ばれる。自ら望むことに関しては努力を怠らない反面、それ以外のことは無関心。明るく元気で愛想も良く、周囲からマスコットとして可愛がられている。幼い頃から極度のブラコンで、慶司のことはこの世で一番知っていると自負している。兄を想って努力した結果メティスを開花させ、学園へ転入した。当初は予定を早めて入学したこともあってか、緊急措置として空き部屋（物置）になっていた二人部屋に一人で住んでいた。
沖原 琴羽（おきはら ことは）
声：五行なずな
T165 96/59/92 6月15日（双子座）生まれ AB型
メティス：マーメイド
学園2年A組。慶司の幼馴染であり、風花のルームメイトで親友。メティス能力が認められ、水泳の名門校・西森館学園から澄之江学園へ転入してきたが、現在は帰宅部。抜群のプロポーションと気さくで明快な性格で、前年の学園祭では「ミス澄之江」に選ばれた人気者。一方で勉強にはあまり熱心でない。アルゴノートには航平同様「助っ人」として情報活動などで協力しており、部室にもよく遊びに来ている。
宇佐美 沙織（うさみ さおり）
声：みる 
T152 80/55/85 8月30日（乙女座）生まれ B型
メティス：アンブラ
学園3年A組。慶司たちより年上だが、小柄な体格で背と胸の無さがコンプレックス。風紀委員会の対メティスパサー集団「特別取締」の班長を務める。風紀活動に熱心で、規則違反を重ねるアルゴノートのメンバーたちを敵視して何かと突っ掛ってくるが、根は優しく思い遣りのある性格で、面倒見も良いので班員からも慕われている。猫好きで、興奮したりパニクると「にゃんで（なんで）」、「にゃの（なの）」などの猫口調になってしまう。本を読むのが趣味で、読書クラブにも所属している。

### サブキャラクター
近濠 菜緒（こんごう なお）
声：桃井穂美
メティス：イカロス
学園3年A組。美汐の付き人。小柄な体格だが態度は大きい。美汐から「にゃお」と呼ばれている。自らを「悪魔の頭脳」と称する天才少女で、海外で飛び級で博士号を取得しているが、その頭脳をもっぱら悪巧みや美汐をいじるために使っている。しかし基本的には美汐や仲間のことを考えて行動しているため、美汐たちからは恐れられながらも信頼されている。沙織とルームメイトで、読書好きな2人の部屋には大量の本がある。アルゴノートの活動中は、情報分析や後方支援などの名目で他のメンバーと離れ、単独行動を取ることが多い。
景浦 智（かげうら とも）
声：かわせあゆむ
学園1年B組。美汐の付き人であり親友だが、人前では美汐から「ぽち」と呼ばれている。美汐とはルームメイトで、時々落ち込む彼女のなだめ役でもある。美汐の警護役を務め、「景浦流」剣術の達人で常に日本刀を携帯している。背が高くスタイルも良いが、おとなしくかなり控えめな性格。世間と殆ど隔絶された環境で修行に励んで来たせいで余り人慣れしておらず照れ屋。料理が得意。
朝比奈 洋子（あさひな ようこ）
声：桜川未央
学園の教師。慶司たち2年A組の担任で、学園都市調査研究会の顧問を務める。美人だが男前な話し方をする。良く言えば熱心で些事を気にせず生徒を信頼する、悪く言えば大雑把で適当な性格で、大の酒好き。貧乳がコンプレックスで、それを口にした者には制裁を加える。「生徒たちの監視のため」という名目で、常若寮に住み着いている。メティスの分野では多少は知られた研究者。
汀 薫子（みぎわ かおるこ）
声：韮井叶
メティス：ディスカヴァリー
学園に出資している警備会社CSCの職員で、常識的な性格の落ち着いた女性。CSC本部からの出向で、澄之江学園へ学生をスカウトしたり、時折講師をしたりしている。慶司・まなみ・琴羽のメティス能力を見出し、学園へスカウトした。洋子とは古くからの知り合いで、メティス研究で常に一歩先んじているため、洋子から一方的にライバル視されている。海面上昇当時の状況を体感しているため、地震が苦手。
浜北 航平（はまきた こうへい）
声：遊坂ヒロト
学園2年A組。慶司のクラスメイトで、男子寮でのルームメイト。基本的におちゃらけているが、根は真面目でスポーツ万能で、様々な運動部に助っ人として参加している。顔も悪くはないが、女子の前でも堂々とエロ発言をしたり、真面目な雰囲気を長く続けられないため全くモテていない。慶司がアルゴノートに入部した時に「助っ人」として名乗りを上げ、時々ではあるが調査活動などに協力している。メティスパサーではないがメティスに強い興味を持っている。
海老名 孝義（えびな たかよし）
声：宅和龍二
メティス：パペット・イン・ザ・ミラー
学園3年。バスケ部に所属する。喧嘩っ早く粗野な部分があり、実際に暴力沙汰も起こしているため風紀委員にマークされている。海老名先輩を略して「エビセン」と陰で呼ばれることもあるが、本人の前で口にする者はいない。江坂とはライバル関係で、メティスを使った喧嘩をしている。
江坂 卓（えさか すぐる）
メティス：ダビデ・ストーン
学園3年。海老名のライバル。暴力的な言動が目立ち、己のメティス能力を過信している上に使用を躊躇わないため、海老名と同様に風紀委員に目を付けられている。学園に入学する前は地域でも有名な野球少年だったが、粗暴な性格だったため当時から周囲に怖れられていた。
速瀬 壮一（はやせ そういち）
声：紫陽花
慶司とまなみの父親。2人を大切に思っているが、娘のまなみが可愛く甘やかしてしまう時もある。妻の由梨乃とは仲睦まじく、慶司やまなみに呆れられることもある。
速瀬 由梨乃（はやせ ゆりの）
声：佐藤千幸
慶司とまなみの母親。明るく元気ながら穏やかな性格で、兄妹の良き理解者でもある。壮一と同じくまなみの気持ちには気づいていて、共に微笑ましく見守っていたが、年頃となった今でも変わらないことには少し驚いている。
黒瀧 信秀（くろたき のぶひで）
声：水上司郎
警備会社CSCに務める中年の男性。メティス事業部主任で、澄之江学園都市事業所所長。メティスの実技訓練での機材インストラクターもしている。人当たりのいい性格で、メティスパサーの助けが出来ることに情熱を持っている。CSCに勤める以前は海外での傭兵経験もあり、「鬼教官」として名を馳せるなど、異例にして多彩な経歴の持ち主。澄之江学園都市には計画の初期段階から関わり、学園理事の権限も持っている。
柿崎 潤（かきざき じゅん）
声：永倉仁八
メティス：アイリス
学園2年生で風紀委員「特別取締り班」班員。血気盛んな性格の持ち主で、アルゴノートに対しても対抗意識をむき出しにしている。
甘粕 湘也（あまかす しょうや）
声：柏ひろし
メティス：レモラス・サッカー
学園3年生で風紀委員「特別取締り班」副班長。冷静沈着な性格の持ち主。陸上部にも所属している。その冷静さと人当たりの良い性格から去年の風紀委員長選挙では最有力候補だったが、結果としては現在の立場となった。
淡島 エリ（あわしま エリ）
声：まきいづみ
メティス：ルミエール
かつて学園に在籍していた生徒だったが、1年前に自主退学しその後の消息は不明。イギリスからの帰国子女で、美汐がイギリスにホームステイした時に知り合って親友となり、沙織とも去年までルームメイトで親友だった。明るく前向きで活発な読書家で、奔放なところもあり規則などに縛られないタイプ。
氷室 浩美（ひむろ ひろみ）
メティス：タッチパネル
学園2年。元々臆病な性格で、メティスを持ったことで元の学校・友人や両親にも疎まれて、厄介払い同然に澄之江学園に放り込まれたため人間不信に陥り、対人恐怖症でずっと寮に引きこもっていた。物語の数ヶ月前に自主退学し、その後行方不明となった。

## 世界観・用語
（出典：）

### 地名・施設・団体等
上ヶ瀬市（かみがせし）
慶司達が住んでいる、海に面した複合学園都市で、学園がある一帯の正式名称は「上ヶ瀬市澄之江学園都市町」。水没した都市を埋め立てて造られた町で、異常気象や海面上昇などを鑑み、津波などを想定した最新防災設備を備えている。不思議な風が吹くという言い伝えがあり、13世紀の元寇の時にも風が吹いて元の軍勢を退けたことから、「上ヶ瀬」の由来は「神風（かみかぜ）」とされている。
澄之江学園（すみのえがくえん）
上ヶ瀬市にある学園。メティスパサーの健全な育成を目的としているが、学生はメティスを持たない者の方が圧倒的に多く、1クラス中にメティスパサーは数人程度。また澄之江学園都市は世界でも最先端のメティス研究機関で、学園もメティスパサーの研究施設の側面を持つ。中途編入は基本的に受け付けていないが、メティスの資質に目覚め、学園からスカウトされた場合は特例として編入を受け入れている。全寮制で、学生は同性・同学年のペアで同室となる。
常若寮（とこわかりょう）
風花たちが住んでいる女子寮。設備は凪波寮よりも豪華で部屋も広い。男子学生の立ち入りは原則として禁止で、立ち入るには事前に許可を得た上で教師等の同伴が必要。
凪波寮（なぎなみりょう）
慶司たちが住んでいる男子寮。常若寮と違い、男女の区別無く自由に立ち入れる。良く言えばシンプル、悪く言えば地味な外観。
CSC
澄之江学園と契約している大手警備会社。メティスパサーを多く雇用していることで知られているが、一方でメティスパサーの軍隊を作ろうとしているなどの黒い噂も囁かれている。近年はメティスの研究・機材開発も行っており、メティスの実技訓練などで新機材のインストラクターも派遣している。澄之江学園都市にある本部はメティス事業の拠点となっていて、独自のメティス関連研究施設も持つ。
アルゴノート(Argonaut)
祐天寺美汐が学園内で結成した団体で、学園内で起こる様々な問題や事件の解決が活動目的。形式上はクラブ活動「学園都市調査研究会」となっており、朝比奈洋子が顧問を務める。沙織からは「祐天寺機関」と呼ばれている（本人曰く「何か悪いことしてそうだから」）。メンバーは美汐・菜緒・智・慶司・風花・まなみの6人。琴羽と航平も外部協力員として時々調査活動などに協力している。設立当初は2年A組の教室に集まって活動していたが、後に部として正式認可されてからは部室を獲得し、作戦司令室として利用している。
特別取締り班
学園委員会・風紀委員内で設けている「メティス対策班」。班員は計9名で、班長は宇佐美沙織、副班長は甘粕湘也。主にメティスパサーによる事件を鎮圧することを目的とし、その他の事故・事件なども調査している。専用の制服があり、対メティス用としてそれなりの防御力がある。

### メティス関係
メティス(Metis)
本作品に登場する特殊能力。保有者が急激に増えたことで認知され、科学的にも存在が証明されたが、未解明の部分が多い。500人に1人程度の割合で発現し、積極的に集めている澄之江学園ではクラスに2～3人程度。基本的に1人に1つの能力が発現し、その能力は本人の欲求が現れたものだといわれる。地球環境の変化により海面が上昇した頃から保有者が増加したことから、「人類が環境に適応して『進化』しようとしている」という仮説が立てられている。名前の由来はギリシャ神話に登場する知恵の神から。
メティスパサー
メティスを使う能力者のこと。メティスパサーは社会的に差別まではされずとも微妙な扱いを受けることも多く、両者がほぼ問題なく混在している澄之江学園のような場所は珍しい。
メティスネーム
メティスに付けられている名。メティスパサーは潜在的にメティスネームを持っており、潜在意識の中でネームを探し当てて発言することにより、初めてメティスを自分の意志で扱うことができる。そのためメティスネームを発見・認識することが、メティスパサーとしての最初の一歩と言われている。
MWI値
「Metis Wave Intensity」（メティス波強度）の略で、メティスパサー特有の脳波「メティス波」の強度を表す。この値が高い人間は何らかのメティスが使えるとされる。ただし現状ではあくまで指標でしかなく、NWIの数値がそのままメティスやメティスパサーの優劣を決めるものではない。
ジョーカー(Joker)
速瀬慶司のメティス。メティスパサーの身体、もしくはメティスの効果そのものに一定時間（0.5～1秒未満程度）触れることで、そのメティス能力をコピーし、一度だけ自分で使えるようにする特殊なメティス。一度にコピーできるメティスは一つで、コピーの取得は意志に因らず自動的に行われる。
アイギス(Aigis)
姫川風花のメティス。空気を圧縮することで目に見えない強固な壁を作り出し、物理的衝撃から身を守る。
プロミネンス(Prominence)
祐天寺美汐のメティス。数万度の炎を発生させ、自在に操る。
ペネトレイター(Penetrator)
速瀬まなみのメティス。手に持った鉛筆などの棒状の物体を硬化させ、先端部分に高い貫通力を付与する。能力の集中度に比例して硬度・貫通力が増す。
マーメイド(Mermaid)
沖原琴羽のメティス。水中呼吸を可能とし、体温を調整し、水圧を軽減するなどして水中で自在に活動できるようになる。また身体に触れている水などの液体を操作することもできる。
アンブラ(Umbra)
宇佐美沙織のメティス。影を自在に操るメティスで、影から「イドロイド」と呼ばれる疑似生命体を出現させ、使い魔の様に使役できる。
イカロス(Ikaros)
近濠菜緒のメティスで、飛行能力を持つ。
ディスカヴァリー(Discovery)
汀薫子のメティスで、メティス波を視覚的に捉えることができる。大まかながらそのメティスの持つ性質や強弱も見えるため、見知った能力であれば使用者を特定することもできる。
アイリス(Iris)
柿崎潤のメティス。自分の脚力を一時的に増大させ自動車以上のスピードで走れるが、持続時間が数秒程度しかない。
レモラス・サッカー(Remora's Sucker)
甘粕湘也のメティス。自身の身体の一部を吸盤のように吸着させ、他者を拘束することができる。
パペット・イン・ザ・ミラー(Puppet in the Mirror)
海老名孝義のメティス。一定時間（0.5秒）以上目を合わせた相手の体の自由を奪い、自分と全く同じ動きをさせる。
ダビデ・ストーン(David Stone)
江坂卓のメティス。攻撃目標に向かって石を投げつけ、その石が命中した時の衝撃を増幅し、爆発を起こす。
ルミエール(Lumiere)
淡島エリのメティス。指先に豆電球ほどの光を灯す。
タッチパネル(Touch Panel)
氷室浩美のメティス。電気機器の任意の箇所に触れるだけで、その機器のスイッチを操作することができる。

## スタッフ
- 原画・キャラクターデザイン：御敷仁
- 企画・原案：姫ノ木あく
- シナリオ：姫ノ木あく、冬雀、J・さいろー
- BGM：母里治樹 (Elements Garden)、菊田大介 (Elements Garden)
- オープニングムービー制作：RMG
- 背景美術：さざんか、日野カツヒコ、すたじおチューリップ
- スクリプト・演出：モザイク番長、園部巧、あおのだいおー、おうば、ナガグツ
- グラフィックチーフ：佐倉涼太
- 制作統括：たろ3
- 制作・著作：Clochette

## 主題歌
オープニングテーマ「Explorer World」
作詞：milktub / 作曲：宮崎京一、水城新人 / 編曲：宮崎京一 / 歌：NANA
エンディングテーマ「Believe in You」
作詞：彩木蔵葉 / 作曲：水城新人 / 編曲：sherry、ms-jacky / 歌：佐藤ひろ美
グランドエンディングテーマ「愛乞う者」
作詞・歌：AiRI / 作曲・編曲：宮崎京一

## 開発
メインシナリオ担当の姫ノ木あくによれば、作品の企画は2010年1月頃から始まり、『スズノネセブン!』の次の作品として、パッと見てインパクトのある・勢いのある企画を考えた。ただの超能力ものにしてしまうと他の作品とかぶってしまうため、環境の変化でほとんどの陸地が水没している設定とした。メティスなどのアイデアやストーリー展開は少年マンガのテンポを意識しており、1個の状況が終わる度に次の引きがある形にしている。また作中ではアクションシーンが多く、原画の御敷仁も表現に様々な工夫を凝らしたという。作品タイトルは「日本語＋英語の組み合わせ」と後半の「エクスプローラー」は早い段階で決まり、勢いのある単語として前に「カミカゼ」を付けた。

## 関連商品

### ビジュアルファンブック
カミカゼ☆エクスプローラー! ビジュアルファンブック
2011年11月4日発売 / 著：TECH GIAN編集部 / 発行：エンターブレイン （TECHGIAN STYLE） / ISBN 978-4-04-727660-4

### コミカライズ
カミカゼ☆エクスプローラー!
2014年6月13日発売 / 原作：Clochette / 作画：あちゅむち / 発行：KADOKAWA/アスキー・メディアワークス (電撃ジャパンコミックス)  / ISBN 978-4-04-866619-0

### 音楽CD
カミカゼ☆エクスプローラー！サウンドトラック
2012年1月27日発売 / JAN 4580250840107

## 反響
『パソコンパラダイス』の次期編集長（当時）・伊藤正巳は、2013年の「週プレNEWS」に寄せたコメントによると、本作は約4万本を売り上げたことに加え、作中に登場する教育機関の制服のデザインが、乳房を目立たせるものだったため、ユーザーの間で「乳袋」という言葉が広まったとされている。

### 受賞
萌えゲーアワード2011においては、大賞部門銀賞・グラフィック賞金賞・キャラクターデザイン賞・エロス系作品賞PINK金賞の4部門を受賞した。

### 注記
1. ↑  ※当初は七原ことみが担当する予定だったが、病気のため交代した。